# Tulsa
Tulsa [ˈtʌlsə] ist die zweitgrößte Stadt im US-Bundesstaat Oklahoma. Nach Angaben des U.S. Census Bureau für das Jahr 2020 hatte die Stadt 413.066 Einwohner. Tulsa ist der County Seat von Tulsa County.

## Geschichte
Tulsas früherer Name war „Tulsy“, ein Begriff der Muskogee-Indianer für „alte Stadt“. In den 1890er Jahren wurde ein Handelsposten in dem Dorf als Poststation unter dem Namen „Tulsey Town“ eingerichtet. 1882 brachte die Eisenbahn weiße Siedler nach Tulsa, das zu einem Viehhandelsplatz aufstieg.
1901 wurde in der nahen Stadt Red Fork ein großes Ölvorkommen gefunden. Vier Jahre später wurde auch in Glenpool, ebenfalls in der Nähe, Öl gefördert. Mit den Ölgeldern wurde Tulsa in den 1920er Jahren zur „Ölhauptstadt der Welt“. Diese Gelder führten zu einer regen Bautätigkeit, die viele Gebäude in dem damals beliebten Art-déco-Stil hervorbrachte. Heute hat Tulsa nach New York City und Miami die drittgrößte Anzahl von Art-déco-Gebäuden in den USA.
1921 kam es zu heftigen rassistischen Übergriffen. Während des Tulsa race massacre wurde am 31. Mai und 1. Juni der Greenwood District, auch bekannt als „Black Wall Street“, im Norden Tulsas durch einen weißen Mob völlig niedergebrannt und etwa 300 Menschen, zumeist Schwarze, starben. Das Parlament von Oklahoma bemühte sich 2001 um einen Wiederaufbau Greenwoods mit einer Stiftung von zwei Millionen US-Dollar für ein Denkmal.

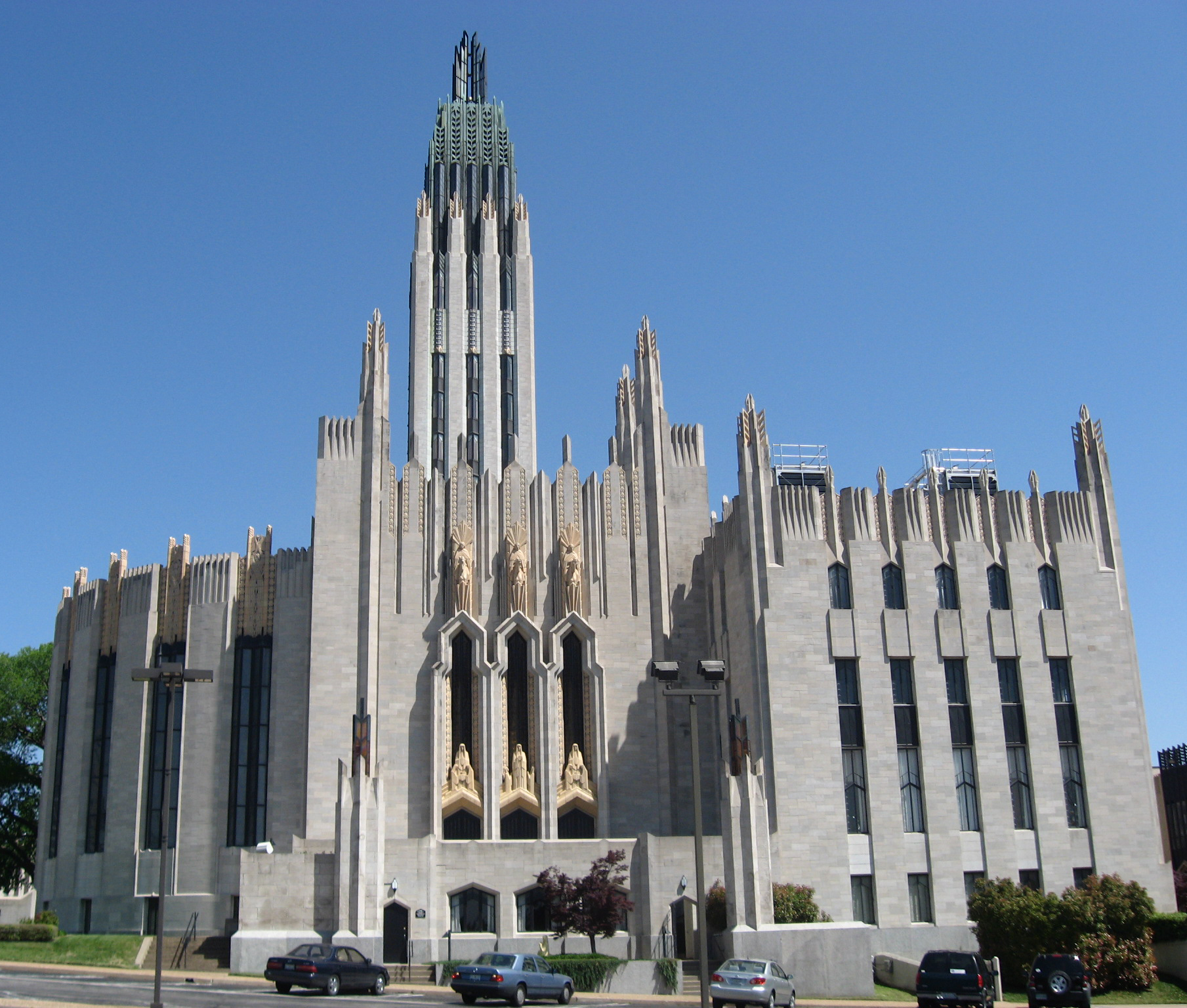
Die Boston Avenue Methodist Church trägt seit Januar 1999 den Status eines National Historic Landmarks.

89 Bauwerke und Stätten im Stadtgebiet sind im National Register of Historic Places (NRHP) eingetragen (Stand 30. September 2020), wobei die im Stile des Art déco erbaute Boston Avenue Methodist Church den Status eines National Historic Landmarks hat.

## Geographie
Tulsa liegt im Nordosten des Staates Oklahoma. Durch die Stadt fließt der Arkansas River. Die Stadtfläche misst etwa 484 Quadratkilometer. Außerdem liegt die Stadt an der berühmten Route 66.

### Klima
Das Klima in Tulsa gilt als sehr trocken und warm. In den Sommermonaten kann es tagsüber bis zu über 40 °C werden. In den Wintermonaten gehen die Temperaturen öfter unter 0 °C, gelegentlich gab es auch Temperaturen unter −20 °C. Tulsa liegt in der sogenannten „Tornado Alley“.
|                       | Jan  | Feb  | Mär  | Apr  | Mai   | Jun   | Jul  | Aug  | Sep   | Okt  | Nov  | Dez  |   |      |
| Mittl. Tagesmax. (°C) | 7,4  | 10,6 | 16,7 | 22,8 | 26,5  | 30,9  | 34,3 | 33,6 | 28,7  | 23,2 | 15,7 | 9,3  | ⌀ | 21,7 |
| Mittl. Tagesmin. (°C) | −3,9 | −1,4 | 3,9  | 9,9  | 14,9  | 19,8  | 22,7 | 21,4 | 17,2  | 10,4 | 4,2  | −1,7 | ⌀ | 9,8  |
|                       |      |      |      |      |       |       |      |      |       |      |      |      |   |      |
| Niederschlag (mm)     | 39,1 | 50,0 | 87,9 | 94,5 | 142,2 | 112,8 | 78,5 | 79,2 | 119,4 | 93,0 | 79,5 | 54,9 | Σ | 1031 |
|                       |      |      |      |      |       |       |      |      |       |      |      |      |   |      |
| Regentage (d)         | 4,4  | 5,4  | 6,9  | 7,6  | 8,6   | 7,0   | 4,7  | 5,6  | 6,5   | 5,4  | 5,3  | 5,0  | Σ | 72,4 |

| −3,9 |

| −1,4 |

| 3,9 |

| 9,9 |

| 14,9 |

| 19,8 |

| 22,7 |

| 21,4 |

| 17,2 |

| 10,4 |

| 4,2 |

| −1,7 |

| −3,9 |

| −1,4 |

| 3,9 |

| 9,9 |

| 14,9 |

| 19,8 |

| 22,7 |

| 21,4 |

| 17,2 |

| 10,4 |

| 4,2 |

| −1,7 |

## Einwohnerentwicklung
| Jahr | Einwohner¹ |
| ---- | ---------- |
| 1980 | 360.919    |
| 1990 | 367.302    |
| 2000 | 393.507    |
| 2010 | 391.916    |
| 2016 | 403.090    |
| 2020 | 413.066    |

¹ 1980–2020: Volkszählungsergebnisse
2018 startete die Stadt das Wirtschaftsförderungsprogramm „Tulsa Remote“, das neuen Bürgern ein Begrüßungsgeld von 10.000 US-Dollar zahlt. Damit sollen Remote-Arbeiter in die Stadt gebracht werden. Das Programm ist das erste seiner Art in den USA.

## Agglomeration
Die über 935.000 Einwohner große Agglomeration von Tulsa besteht aus folgenden Gemeinden:
- Norden: Dewey, Bartlesville, Pawhuska, Barnsdall, Skiatook, Collinsville, Owasso, Nowata
- Westen: Pawnee, Bristow, Cleveland, Kellyville, Sand Springs, Mannford, Sapulpa
- Osten: Claremore, Catoosa, Broken Arrow, Wagoner, Coweta, Inola
- Süden: Jenks, Glenpool, Bixby, Mounds, Beggs, Okmulgee, Henryetta

## Verkehr

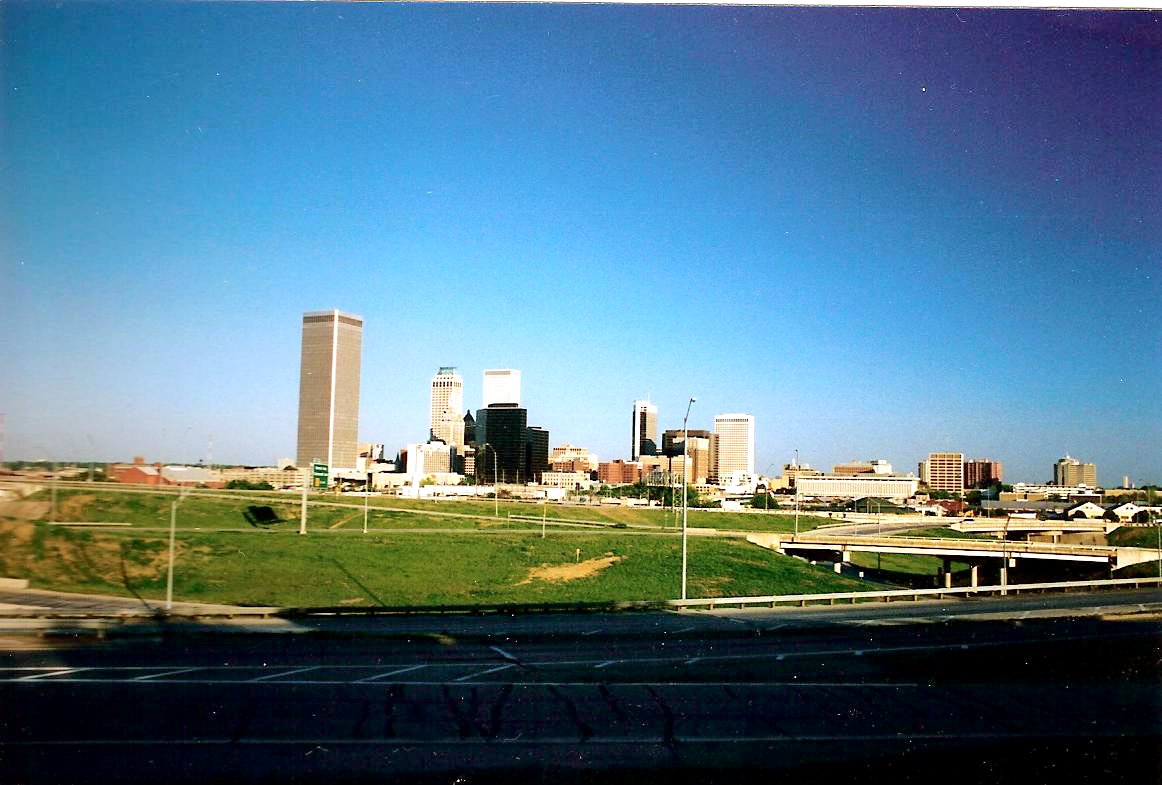
Tulsa, Oklahoma

### Luft
Der Tulsa International Airport ist der Hauptflughafen in Tulsa. Er fertigt jährlich beinahe 3 Millionen Reisende ab. Täglich gibt es fast 80 Flugzeugstarts.

### Straßen
Wichtige Straßen, die Tulsa durchqueren oder dort enden, sind:
- Interstate 44: von Wichita Falls, Texas nach St. Louis, Missouri (1.021 km)
- U.S. Route 64: von Teec Nos Pos, Arizona nach Nags Head, North Carolina (3.743 km)
- U.S. Route 412: von Springer, New Mexico nach Columbia, Tennessee (1.818,6 km)
- U.S. Route 75: von Noyes, Minnesota nach Dallas, Texas (1.994 km)
- U.S. Route 169: von Virginia, Minnesota nach Tulsa, Oklahoma (1.555 km)
- Route 66: Berühmte Straße von Chicago, Illinois nach Los Angeles, Kalifornien (3.939 km)

### Wasser
Nordöstlich von Tulsa und nördlich der Nachbarstadt Catoosa befindet sich der Binnenhafen Tulsa Port of Catoosa. Er ist durch den Arkansas River und den Mississippi mit dem Atlantik verbunden ist und der am weitesten vom Meer entfernte Hafen der USA.

## Ansässige Unternehmen
- Aaon, Klima- und Lüftungstechnikhersteller
- Dollar Thrifty Automotive Group, Mietwagenunternehmen
- Oneok, Pipelinebetreiber
- SemGroup, Erdöl- und Erdgasförderung
- StatSoft, Software-Hersteller
- Williams Companies, Erdgasproduktion und -verarbeitung
- BOK Financial Corporation, Finanzdienstleister

## Bildung
In Tulsa gibt es mehrere Universitäten wie die University of Tulsa, Oral Roberts University, Oklahoma State University-Tulsa, Oklahoma State University Health Sciences Center (Medizinische Hochschule), University of Oklahoma Schusterman Center, Langston University, Tulsa Community College und University of Phoenix. Andere Universitäten, die in Tulsa Kurse anbieten, sind Southern Nazarene University, St. Gregory’s University und Oklahoma Wesleyan University. Im Vorort Broken Arrow befindet sich zudem ein Campus der Northeastern State University.

## Sport
Tulsa besitzt kein Team aus den vier großen Ligen im US-Sport, hat aber einige Profimannschaften aus anderen Ligen zu bieten. Das Eishockeyteam Tulsa Oilers spielt in der ECHL. Die Baseballmannschaft Tulsa Drillers spielt in der Texas League. Die Basketballer von Tulsa 66ers spielten zwischen 2005 und 2014 in der NBA D-League, dann zog das Team nach Oklahoma City um. Die Basketballerinnen von Tulsa Shock spielten zwischen 2010 und 2015 in der WNBA, dann zogen sie nach Dallas. Mit den Tulsa Talons hatte man eine Zeit lang auch ein Team in der Arena Football League, mittlerweile wurde das Team allerdings nach San Antonio umgesiedelt.
Von 1999 bis 2011 war Tulsa zudem elfmal Schauplatz eines internationalen Tennisturniers der ATP Challenger Tour, dem USTA Challenger of Oklahoma.
Seit 2013 gibt es das Fußball-Team der Tulsa Roughnecks, die in der USL-Championship vertreten sind.

## Medien
Seit 1992 ist die Tulsa World die einzige Tageszeitung Tulsas. Sie ist Oklahomas zweitgrößte Tageszeitung. Zuvor hatte es noch die Tulsa Tribune gegeben.

## Sonstiges
- Tulsa ist Schauplatz der erfolgreichen amerikanischen Buchserie House of Night.
- Der berühmte Cain’s Ballroom in Tulsa gilt als Geburtsstätte des „Western Swing“, der manchmal auch als „Okie Jazz“ bezeichnet wird.
- Das alljährlich in Tulsa stattfindende Oktoberfest zählt zu den drei größten in den USA.
- Die Peoria Avenue in Tulsa gilt als Flaniermeile Tulsas.
- Die Sitcom Rodney spielt in Tulsa.
- Die Jugendromane Die Outsider und Rumble Fish spielen in Tulsa. Es war die Heimatstadt der Verfasserin Susan E. Hinton.
- Chandler Bing aus der Sitcom Friends wird aufgrund eines Missverständnisses gegen seinen Willen nach Tulsa versetzt.
- 1957 wurde ein Automobil in einer Betonkammer versenkt. Plangemäß wurde die Zeitkapsel 2007 geöffnet. Der Gewinner war verstorben, das Auto unreparierbar und wurde oberflächlich renoviert an ein Museum gespendet.[7]
- 1963 spielte Gene Pitney das Lied 24 Hours from Tulsa ein. Der Titel wurde mehrfach gecovert.
- Ein Lied auf dem 1968 erschienenen Debütalbum des Musikers Neil Young trägt den Titel The Last Trip to Tulsa.
- Der Song Tulsa Time erschien auf dem 1978 von Eric Clapton veröffentlichten Album Backless.
- Tulsa Telephone Book ist ein von Tom T. Hall geschriebener Song für Calexico
- Das gerade gegründete Tulsa ist Schauplatz des Westerns Oklahoma Kid (1939).
- Im Lied Convoy von C. W. McCall aus dem Jahre 1976 beginnt die 2. Strophe mit den Worten: “By the time we got into Tulsa town, we had 85 trucks in all.”
- Der Ort ist Sitz des Woody Guthrie Center.
- Ein großer Teil der HBO-Serie Watchmen (2019) spielt in Tulsa.
- In Bob Dylans Song Murder Most Foul aus dem Album Rough and Rowdy Ways (2020) heißt es: “… Play tragedy, play ‚Twilight Time‘ / Take me back to Tulsa to the scene of the crime …”
- Der Ort ist Sitz des Bob Dylan Center,[8]
- Die Serie Tulsa King spielt in Tulsa.

## Söhne und Töchter der Stadt
- Erika Anderson (* 1963), Schauspielerin
- William French Anderson (* 1936), Arzt, Gentechniker und Molekularbiologe
- Joe Andoe (* 1955), bildender Künstler
- Tuck Andress (* 1952), Jazz-Gitarrist
- Pamela Bach (1963–2025), Filmschauspielerin
- Bobby Baldwin (* 1950), Pokerspieler und Kasinoleiter
- Michele Bardsley (* 1970), Autorin
- John Barnes (1929–2004), 800-Meter-Läufer
- Dick Bass (1929–2015), Unternehmer und Bergsteiger
- Kenneth Bednarek (* 1998), Sprinter
- Mariah Bell (* 1996), Eiskunstläuferin
- Marshall Bell (* 1942), Schauspieler
- James Blue (1930–1980), Dokumentarfilmregisseur
- Bill Borders (1930–2022), Ringer
- Earl Bostic (1913–1965), Altsaxophonist, Arrangeur und Komponist
- Mark R. Brawley (* 1960), Politik- und Wirtschaftswissenschaftler
- Joan Brigham (* 1935), Installationskünstlerin, Kunsthistorikerin und Professorin
- Garth Brooks (* 1962), Country-Sänger
- Brennan Brown (* 1968), Schauspieler
- Richard C. Brown (1939–2004), Diplomat und Beamter
- Tre Brown (* 1997), American-Football-Spieler
- G. T. Bynum (* 1977), Politiker, Mitglied des Stadtrats und Bürgermeister von Tulsa
- J. J. Cale (1938–2013), Komponist, Musiker
- Jessica Campbell (1982–2020), Schauspielerin
- Jeff Carson (1963–2022), Country-Sänger
- Kristin Cast (* 1986), Schriftstellerin
- Lonny Chapman (1920–2007), Schauspieler
- Kristin Chenoweth (* 1968), Musicaldarstellerin und Schauspielerin
- Cindy Chupack (* 1965), Drehbuchautorin und Fernsehproduzentin
- Larry Clark (* 1943), Filmregisseur und Fotograf
- Sanford Clark (1935–2021), Rockabilly-Musiker
- Dick Cochran (* 1938), Diskuswerfer
- Larry Collins (1944–2024), Rockabilly-Musiker
- Zaven Collins (* 1999), American-Football-Spieler
- Glen Dawson (1906–1968), Hindernisläufer
- Joseph A. Dellinger (* 1961), Geophysiker, Amateurastronom und Asteroidenentdecker
- Joe Diffie (1958–2020), Country-Sänger
- Robert Dott (1929–2018), Geologe
- Larry Drake (1950–2016), Schauspieler
- David Duke (* 1950), Politiker
- Charles Dumas (1937–2004), Hochspringer
- Blake Edwards (1922–2010), Filmregisseur, Schauspieler und Drehbuchautor
- Jay Thomas Evans (1931–2008), Ringer, Medaillengewinner bei den Olympischen Spielen 1952
- Ernie Fields junior (1934–2024), Musiker
- Lowell Fulson (1921–1999), Blues-Gitarrist und -Sänger
- Martin Gardner (1914–2010), Mathematiker und Wissenschaftsautor
- David Gates (* 1940), Singer-Songwriter, Sänger der Rockgruppe Bread
- Bill Goldberg (* 1966), American-Football-Spieler und Wrestler
- Jay Graber (* 1991), Softwareentwicklerin
- Robert Gray (1945–2013), Schauspieler
- Allan Green (* 1979), Profiboxer
- Caleb Green (* 1985), Basketballspieler
- Kelsey Griswold (* 1992), Model und Schauspielerin
- Steven Gubser (1972–2019), theoretischer Physiker
- Bill Hader (* 1978), Schauspieler und Komiker
- Joy Harjo (* 1951), Dichterin, Musikerin, Dramatikerin und Autorin
- Chris Harris (* 1989), American-Football-Spieler
- Paul Harvey (1918–2009), Radiomoderator
- Jerry Heidenreich (1950–2002), Schwimmer und zweifacher Olympiasieger
- Justice Hill (* 1997), American-Football-Spieler
- Susan E. Hinton (* 1948), Schriftstellerin
- Heather Hofmeister (* 1972), Soziologin
- John Ingle (1928–2012), Schauspieler, Synchronsprecher und Lehrer
- Steve Jackson (* 1953), Spieleerfinder und Unternehmer
- Joshua Jacobs (* 1998), American-Football-Spieler
- Felix Jones (* 1987), American-Football-Spieler
- Jennifer Jones (1919–2009), Schauspielerin
- Malese Jow (* 1991), Schauspielerin und Sängerin
- George Kaiser (* 1942), Unternehmer
- Jim Keltner (* 1942), Schlagzeuger
- John Albert Knebel (* 1936), Politiker
- Katayoun Khosrowyar (geb. 1987), US-amerikanisch-iranische Fußballtrainerin und -spielerin
- Tony Knowles (* 1943), Politiker, Gouverneur von Alaska
- Henry Kravis (* 1944), Investor
- Norman Kroll (1922–2004), theoretischer Physiker
- Jeff Krosnoff (1964–1996), Automobilrennfahrer
- Sheila Kuehl (* 1941), Schauspielerin und Politikerin
- Amy Kuney (* 1985), Sängerin, Komponistin und Instrumentalistin
- Steve Largent (* 1954), American-Football-Spieler
- Ben Lamb (* 1985), Pokerspieler
- Heather Langenkamp (* 1964), Schauspielerin
- Tracy Letts (* 1965), Schauspieler und Dramatiker
- Marsha M. Linehan (* 1943), Psychologin
- Tyler Lockett (* 1992), American-Football-Spieler
- Phyllis Lyon (1924–2020), Journalistin, Autorin und LSBTI-Aktivistin
- Penelope Maddy (* 1950), Logikerin und Wissenschaftsphilosophin
- Frank Mantooth (1947–2004), Arrangeur, Pianist und Hochschullehrer
- David Martin (* 1981), Tennisspieler
- Cecil McBee (* 1935), Jazzmusiker
- Christian McCaw (* 1973), Volleyball- und Beachvolleyballspieler
- Cort McCown (* 1964), Schauspieler
- Howard McGhee (1918–1987), Jazztrompeter
- Edgar Meyer (* 1960), Kontrabass-Virtuose und Komponist
- Victor Milán (1954–2018), Science-Fiction- und Fantasy-Schriftsteller
- Billy Miller (1979–2023), Schauspieler
- Kenneth Monday (* 1961), Ringer
- Joe-Max Moore (* 1971), Fußballspieler
- Melanie Moore (* 1962), Pornodarstellerin und Nacktmodel
- Daniel Patrick Moynihan (1927–2003), Politiker und Soziologe
- Markwayne Mullin (* 1977), Politiker, Vertreter von Oklahoma im US-Repräsentantenhaus und im US-Senat
- Nia Nacci (* 1998), Pornodarstellerin
- Jerry Nelson (1934–2012), Puppenspieler
- Tim Blake Nelson (* 1964), Schauspieler und Filmemacher
- Ray Norton (* 1937), Leichtathlet
- Mary Ann Nyberg (1923–1979), Kostümbildnerin
- Martha O’Driscoll (1922–1998), Filmschauspielerin
- Jamie Oldaker (1951–2020), Schlagzeuger und Percussionist
- Meghan O’Leary (* 1984), Ruderin
- Ron Padgett (* 1942), Dichter
- E. J. Peaker (* 1942), Schauspielerin
- Mary Kay Place (* 1947), Schauspielerin und Sängerin
- Robert R. Provine (1943–2019), Neuropsychologe und Gelotologe
- Mark Radcliffe (* 1952), Filmproduzent, Regieassistent und Filmproduktionsleiter
- Carl Radle (1942–1980), Bassist, langjähriger Mitmusiker von Eric Clapton
- Tony Randall (1920–2004), Schauspieler
- Ayn Robbins (* 1943), Songwriterin
- Francis Rooney (* 1953), Diplomat und Politiker, Vertreter von Florida im US-Repräsentantenhaus
- John Ross (* 20. Jahrhundert), Filmregisseur und Drehbuchautor
- Gailard Sartain (1946–2025), Schauspieler und Illustrator
- Monique Scheer (* 1967), deutsch-amerikanische Kulturwissenschaftlerin
- Lynn Seaton (* 1957), Jazzbassist und Hochschullehrer
- Hap Sharp (1928–1993), Automobilrennfahrer
- William L. Shelton (* 1954), General der United States Air Force
- Dick Sims (1951–2011), Keyboarder und Session-Musiker
- Hal Singer (1919–2020), Jazz-Saxophonist
- Norma Smallwood (1909–1966), 1926 die sechste Miss America
- Bud S. Smith (1935–2024), Filmeditor
- St. Vincent (* 1982), Multiinstrumentalistin, Sängerin und Songwriterin
- Lauren Stamile (* 1976), Schauspielerin
- John Starks (* 1965), Basketballspieler
- John A. Sullivan (* 1965), Politiker, Vertreter von Oklahoma im US-Repräsentantenhaus
- Patrick Suppes (1922–2014), Wissenschaftstheoretiker
- John Swab (* 1988), Filmregisseur, Drehbuchautor und Filmproduzent
- Ryan Tedder (* 1979), Sänger der Band OneRepublic
- Robert Thomason (1952–1995),Mathematiker
- James Tillis (* 1957), Schwergewichtsboxer
- Jeanne Tripplehorn (* 1963), Schauspielerin
- Stacy Valentine (* 1970), Pornodarstellerin
- Judith Van Couvering (1938–2019), Paläoökologin
- S. Robson Walton (* 1944), Unternehmer und Milliardär
- Tress Way (* 1990), American-Football-Spieler
- Peter Bryan Wells (* 1963), römisch-katholischer Geistlicher, Erzbischof und Diplomat des Heiligen Stuhls
- K. D. Wentworth (1951–2012), Science-Fiction-Autorin
- Cornel West (* 1953), Philosoph und Theologe
- Stephen West (* 1989), Tänzer und Modedesigner
- Madison Westby (* 1996), Tennisspielerin
- Wade Williams (* 1961), Schauspieler
- Beverly Willis (1928–2023), Architektin
- Charlie Wilson (* 1953), Musiker
- Alfre Woodard (* 1952), Schauspielerin und Produzentin
- Terry Woodson (1941–2022), Jazzmusiker, Arrangeur und Orchesterleiter
- James Woolsey (* 1941), Rechtsanwalt, von 1993 bis Januar 1995 Chef der CIA
- W. Christopher Wozencraft (1953/54–2007), Mammaloge

ebenso:
- Hanson, Rock/Pop-Band

## Städtepartnerschaften

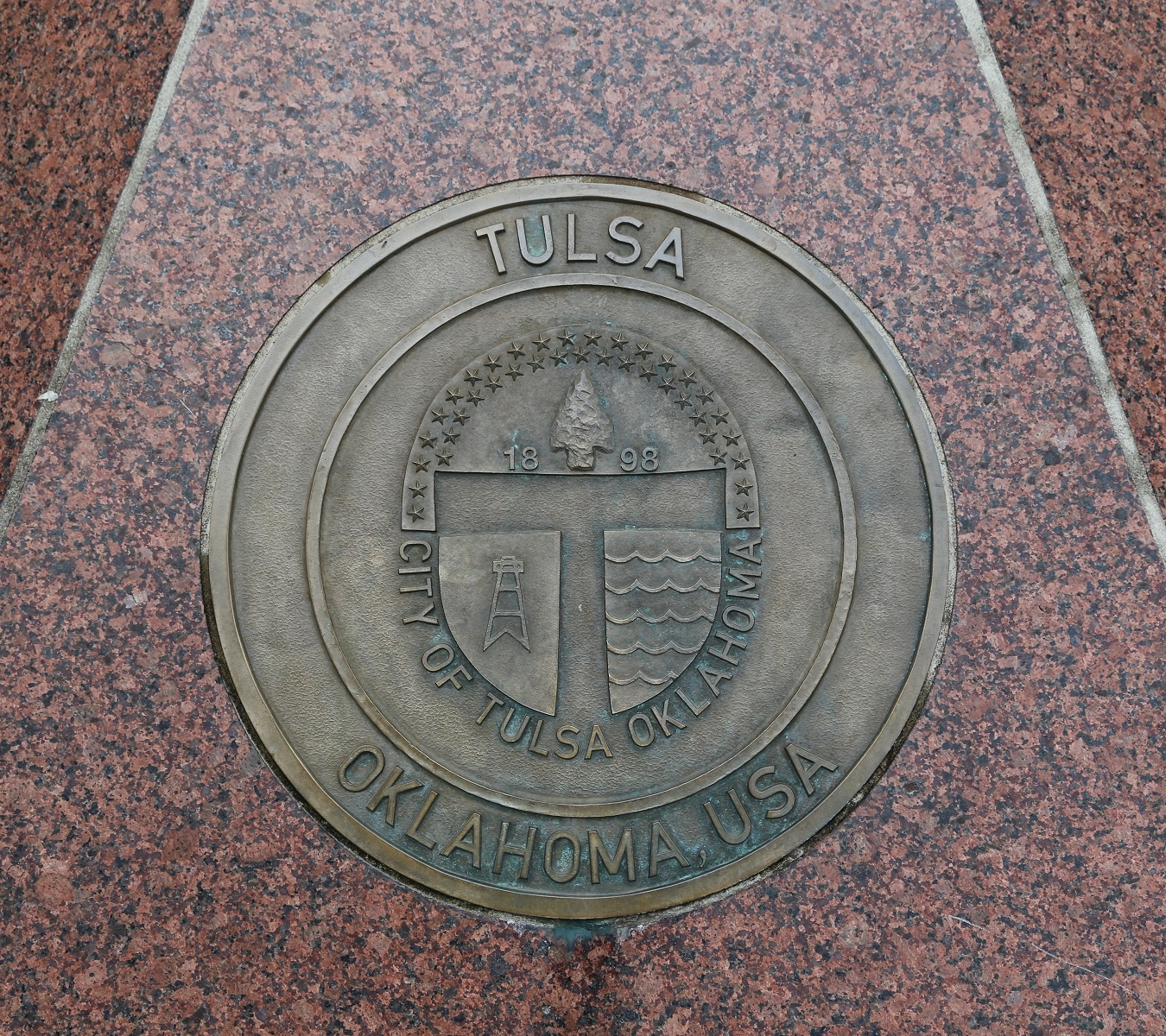
Siegel in der Partnerstadt Celle

Tulsa hat insgesamt neun Städtepartnerschaften:
- Amiens in Frankreich, seit 2005
- Beihai in der Volksrepublik China, seit 1987
- Celle in Deutschland, seit 2000

Die Städtepartnerschaft mit Celle stützt sich darauf, dass beide Städte in der Vergangenheit wesentlich bei der wirtschaftlichen Entdeckung und Förderung von Erdöl waren.
- Kaohsiung in der Republik China (Taiwan), seit 1980
- Mwanza in Tansania, seit 2024
- San Luis Potosí in Mexiko, seit 1980
- Tiberias in Israel, seit 1989
- Utsunomiya in Japan, seit 1992
- Selenograd in Russland, seit 1992